# Eugeniusz Tkaczyszyn-Dycki

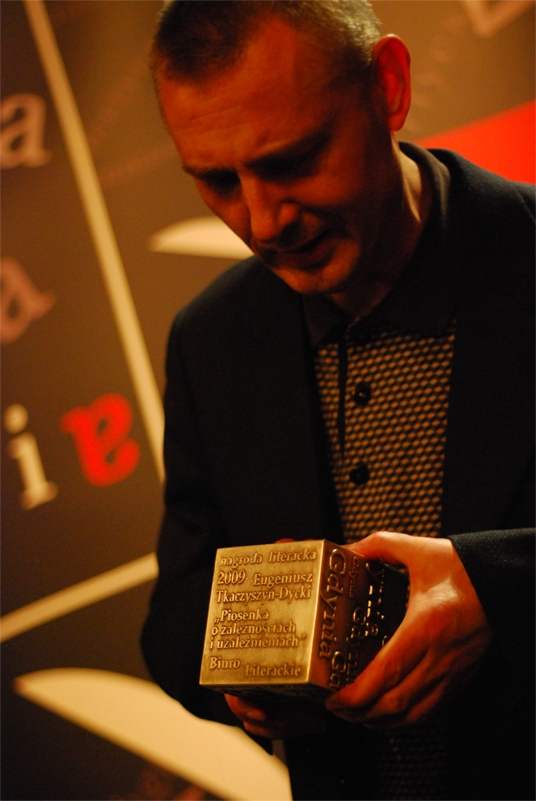
Eugeniusz Tkaczyszyn-Dycki erhält den Nagroda Literacka Gdynia (NLG) A.D. 2009

Eugeniusz Tkaczyszyn-Dycki (geboren 12. November 1962 in Wólka Krowicka bei Lubaczów) ist ein polnischer Lyriker.

## Leben
Eugeniusz Tkaczyszyn-Dycki wuchs bei Przemyśl, im polnisch-ukrainischen Grenzgebiet auf, mit zwei Religionen (römisch-katholisch und griechisch-katholisch) und zwei Sprachen (Ukrainisch und Polnisch). In Polnisch, das er zu seiner lyrischen Sprache machte, hat er sein erstes Buch erst mit sechzehn Jahren gelesen. Nach dem Abitur studierte er Polonistik an der Maria-Curie-Skłodowska-Universität in Lublin. Erste Gedichte publizierte er 1989 in der Zeitschrift Akcent. Als Feuilletonist debütierte er 1990 in der Erstausgabe der Zeitschrift Kresy. 1991 siedelte er nach Warschau um. In den folgenden Jahren publizierte Gedichte, Artikel und Feuilletons in Twórczość, Res Publica, Odra, Res Publica Nowa, Dziennik Portowy, Studium, Zeszyty Poetyckie und Zeszyty Literackie.
Tkaczyszyn-Dycki hat bis 2012 zehn Poetikbände und einige Beiträge für die Kresy veröffentlicht. Zu seinen Literaturpreisen gehört der 2009 für sein Werk Piosenka o zależnościach i uzależnieniach vergebene Nagroda Literacka Gdynia und der Nike-Literaturpreis. Seit 1998 lagen erste Übersetzungen ins Deutsche vor, und er erhielt in Deutschland 2007 den Hubert Burda Preis für junge osteuropäische Lyrik. Seit 2015 ist er Juror des Posener Literaturpreises.
Tkaczyszyn-Dycki ist für seine originelle Vortragsweise mit Performance-Charakter bekannt. Er lebt in Warschau.

## Werke
- Nenia i inne wiersze, Lublin 1990.
- Peregrynarz, Warszawa 1992, ISBN 83-85081-42-9.
- Młodzieniec o wzorowych obyczajach, Warszawa 1994, ISBN 83-85081-74-7.
- Liber mortuorum, Lublin 1997, ISBN 83-907093-5-X.
- Kamień pełen pokarmu. Księga wierszy z lat 1987-1999, Kraków 1999, ISBN 83-86646-82-9.
- Przewodnik dla bezdomnych niezależnie od miejsca zamieszkania, Legnica 2000, ISBN 83-88515-49-7.
- Zaplecze, 2002
- Daleko stąd zostawiłem swoje dawne i niedawne ciało, Kraków 2003, ISBN 83-7389-325-3.
- Przyczynek do nauki o nieistnieniu, Legnica 2003, ISBN 83-88515-39-X.
- Dzieje rodzin polskich. Warszawa 2005 ISBN 83-88807-69-2
  - Geschichte polnischer Familien. Gedichte. Übers. Doreen Daume. Edition Korrespondenzen, Wien 2012.
- Poezja jako miejsce na ziemi (1989-2003), Wrocław 2006, ISBN 83-88515-87-X.
- Piosenka o zależnościach i uzależnieniach, Wrocław 2008, ISBN 978-83-60602-31-7.
- Rzeczywiste i nierzeczywiste staje się jednym ciałem. 111 wierszy, Wrocław 2009, ISBN 978-83-62006-09-0.
- Oddam wiersze w dobre ręce. (1988-2010), Wrocław 2010, ISBN 978-83-62006-33-5.
- Imię i znamię, Wrocław 2011, ISBN 978-83-62006-83-0.
- Podaj dalej, 2012
- Kochanka Norwida, 2014
- tumor linguae: Gedichte. Polnisch/Deutsch. Übertragen von Michael Zgodzay und Uljana Wolf. Nachwort Michael Zgodzay. Edition Korrespondenzen, Wien 2015, ISBN 978-3-902951-05-2.
- Nie dam ci siebie w żadnej postaci, 2016
- My się chyba znamy. 111 wierszy, 2018
- Norwids Geliebte: Gedichte. Polnisch/Deutsch. Übertragen von Michael Zgodzay und Uljana Wolf. Nachwort Michael Zgodzay. Edition Korrespondenzen, Wien 2019, ISBN 978-3-902951-45-8.

Gedichte in deutscher Übertragung außerdem in:
- lauter niemand. Berliner Zeitschrift für Lyrik und Prosa. Jahrgang 2004, S. 4–5.
- Ostragehege. Zeitschrift für Literatur und Kunst IV/2003, Nr. 32, S. 19.
- Die Horen. 2000, Nr. 18 (“Irgendwo bei Kattowitz” Stimmen aus dem Nachbarhaus. Polnische Gegenwart im Spiegel der Literatur), S. 15.
- manuskripte, Zeitschrift für Literatur 172/2006, 64–72.

## Nominierungen und Auszeichnungen (Auswahl)
- 2006: Literaturpreis Gdynia in der Kategorie Lyrik für Dzieje rodzin polskich
- 2007: Hubert-Burda-Preis für junge osteuropäische Lyrik
- 2009: Literaturpreis Gdynia in der Kategorie Lyrik für Piosenka o zależnościach i uzależnieniach
- 2009: Nike-Literaturpreis für Piosenka o zależnościach i uzależnieniach
- 2012: Finalist des Nike-Literaturpreises mit Imię i znamię
- 2012: Breslauer Lyrikpreis Silesius in der Kategorie Buch des Jahres für Imię i znamię
- 2017: Finalist des Wisława-Szymborska-Preises mit Nie dam ci siebie w żadnej postaci
- 2021: Preis der Stadt Münster für Internationale Poesie, mit Michael Zgodzay und Uljana Wolf für den polnisch-deutschen Gedichtband Norwids Geliebte (2019)[4]

## Bibliografie
- Polnische Bibliografie